# デール・モーテンセン
デール・モーテンセン（Dale Thomas Mortensen、1939年2月2日 - 2014年1月9日）は、オレゴン州エンタープライズ生まれのアメリカの経済学者である。日本ではモルテンセンとも表記される。
ノースウェスタン大学教授を長く務めるとともに研究を行った。専門は労働経済学、マクロ経済学である。2010年、ピーター・ダイアモンドとクリストファー・ピサリデスと共に、労働経済におけるサーチ理論に関する功績を称えてノーベル経済学賞を授与された。アメリカ経済学会会員、計量経済学会会員、経済動学学会会員、労働経済学会員であった。

## 略歴
- 1939年　オレゴン州エンタープライズに生まれる。
- 1961年　ウィラメット大学でB.A.（経済学）を得る。
- 1964年 - 1965年　カーネギーメロン大学の専任講師となる。
- 1965年 - 1971年　ノースウェスタン大学の助教授となる。
- 1967年　カーネギーメロン大学でPh.D.（経済学）を得る。
- 1971年 - 1975年　ノースウェスタン大学の准教授となる。
- 1975年　ノースウェスタン大学の教授となる。
- 1979年　計量経済学会のフェローとなる。
- 1979年　ヘブライ大学Institute of Advanced Studyのフェローとなる。
- 1979年 - 1982年　ノースウェスタン大学経済学部長となる。
- 1980年 - 2014年　ケロッグ経営スクールの教授（Professor of Managerial Economics and Decision Sciences）となる。
- 1985年 - 2011年　ノースウェスタン大学の教授（Ida C. Cook Professor of Economics）となる。
- 1988年 - 1993年　American Economic Reviewの編集委員となる。
- 2000年　アメリカ芸術科学アカデミーのフェローとなる。
- 2011年 - 2014年　ノースウェスタン大学のBoard of Trustees Professor。

## 受賞
- 1965年　アレグサンダー・ヘンダーソン賞
- 2005年　労働経済学におけるIZA賞
- 2010年　ノーベル経済学賞（ピーター・ダイアモンド、クリストファー・ピサリデスとともに受賞）

## 研究
- 彼は、摩擦的失業の「サーチおよびマッチング理論」に対する先駆者として特に有名である。労働移動と再配分、調査と展開、および個人的関係を研究するためにこの理論から洞察を広げていった。
- モーテンセンはピーター・ダイアモンドのサーチ理論を労働市場に用いて進展させ、求職者はより良い職場を 雇用者はより良い労働者を求めるため、互いに多数の相手と接触することになり、「最適のマッチングを発見すること」が非常に困難になる。そのことが大量の求職があるにもかかわらず失業者が増加する状態を生むとしている。これはノーベル賞受賞者3人の頭文字からDMPモデルと呼ばれている。また、失業保険が充足すればするほど、失業者がよりよい職を求めるゆとりができるため、失業期間が長期化するとの考えも示している[2][3]。
- 2011年2月には中国経済の見通しについて述べ、大量の安価な労働力を長所として世界最大の輸出国となったが、この長所は永久に続くわけではない。今後は労働者の教育、技術水準の向上、ハイテク産業への投資などに力を注ぐことが発展の継続の要点となると指摘した。また、人手不足の解消については政府の賃上げ抑制を批判し、補助金を支出するなどして労働力過多地域に企業移転を勧めていくべきとの考えを示している[4]。

## 主な著作
- D. Mortensen and E. Nagypál (2007), 'More on unemployment and vacancy fluctuations.' Review of Economic Dynamics 10 (3), pp. 327–47.
- D. Mortensen (2005), Wage Dispersion: Why Are Similar Workers Paid Differently?, MIT Press. ISBN 0-262-63319-1
- K. Burdett and D. Mortensen (1998), 'Wage differentials, employer size, and unemployment.' International Economic Review 39, pp. 257–73.
- D. Mortensen and C. Pissarides (1994), 'Job creation and job destruction in the theory of unemployment.' Review of Economic Studies 61, pp. 397–415.
- D. Mortensen (1986), 'Job search and labor market analysis.' Ch. 15 of Handbook of Labor Economics, vol. 2, O. Ashenfelter and R. Layard, eds., North-Holland.
- D. Mortensen (1982), 'Property rights and efficiency of mating, racing, and related games.' American Economic Review 72 (5), pp. 968–79.
- D. Mortensen (1982), 'The matching process as a non-cooperative/bargaining game.' In The Economics of Information and Uncertainty, J. McCall, ed., NBER, ISBN 0-226-55559-3.
- D. Mortensen (1972), 'A theory of wage and employment dynamics.' In Microeconomic Foundations of Employment and Inflation Theory, E. Phelps et al., eds., Norton, ISBN 978-0-393-09326-1